# Green Day
Green Day és una banda de música punk rock, formada el 1989 a Oakland, Califòrnia (EUA). Se'ls atribueix la reactivació del punk rock el 1994 amb l'àlbum Dookie, disc de diamant pels deu milions de còpies venudes als Estats Units des del seu llançament. A més, són considerats un dels iniciadors del pop punk, junt amb altres bandes del segell Lookout!.

## Història

### Començaments
L'any 1982, Billie Joe Armstrong i Mike Dirnt anaven a 5è curs al mateix institut on es van conèixer a Mike Dirnt i van iniciar una gran amistat. Mike dormia tots els divendres a la casa de Billie Joe, on ambdós passaven les nits de llur preadolescència tocant amb les seues guitarres èxits del heavy metal.
El 1984, amb dotze anys, Tré Cool era membre de la banda The Lookouts. Aquesta banda va publicar un àlbum que va atraure l'atenció del públic. Llavors Tré va començar a acudir a 924 Gilman Street, un punk club de Berkeley (Califòrnia).
Un dia, John Kiffmeyer es va escapar de casa seva i va caure a terra i patir amnèsia. Es va despertar jaient al sòl davant d'un cartell que deia Benvingut a «El Sobrante», Califòrnia. John va llegir malament el nom i va entendre Al Sobrante, donant lloc al seu sobrenom Al. Al va conèixer Tré Cool mentre tocava la bateria al seu garatge, i Tré li va ensenyar a tocar la bateria i va deixar-lo dormir al garatge. Més tard Al es va unir a Sweet Children.
El 1987, Billie Joe, amb quinze anys, i Mike amb setze, van fundar The Sweet Children (els xiquets gentils), amb Billie Joe com a guitarra i veu i Johanson al baix i fent els cors. El 1988, van tocar en públic la primera vegada a la cafeteria Rod's Hickory Pit de Volta (Califòrnia), on treballava la mare de Billie Joe. Dubtant que la banda triomfara, Brandon O'Lech (amic de Billie Joe i baixista) la va deixar per a centrar-se en el beisbol.
El 1989, els Children es van rebatejar com a Green Day, el mateix nom de llur primer èxit, en referència al joc de paraules dia verd, que en l'argot de la badia californiana significa un dia en el qual s'ha fumat contínuament marihuana. Prompte se'ls va unir Al Sobrante (John Kiftmeyer), i van cercar alguna casa de gravació.
La banda era una colla de grills des del principi de l'adolescència i a Billie Joe cridaven, «Two Dollar Bill», per vendre porros a 2 $ a l'institut. Es diu que quan la banda va ser a deixar l'institut pare dedicar-se per complet a la música li van dir al director que «hi hauria un dia verd a l'infern» abans de dir qualsevol altra cosa.
L'endemà de la graduació a l'institut John Swett (en el que Mike es va graduar i van expulsar a Billie Joe l'endemà que complira 18 anys) van començar una gira en el bibliobús del pare de Mike que els conduïa per la geografia americana: Atlanta, Los Angeles, Nova York i el Canadà.
Green Day van signar amb el segell punk Lookout! Rècords (creat per The Lookouts) el 1989 i van llançar un primer EP, 1,000 Hours, el 1990 i també la seua primer llarga durada 39/Smooth. Després vindrien altres dos EPS: Slappy i Sweet Children (gravat quan estaven a Minneapolis-St. Paul i que contenia les seues primeres velles cançons per a Skene Rècords, un segell local).
El 1990, 1,039/Smoothed Out Slappy Hours va eixir a la llum en un CD amb totes les cançons de 39/Smooth, Slappy i 1,000 Hours. Al Sobrant va deixar la banda per a anar a la universitat a Arcata i després d'altres quatre bateries, (el més durador va ser Dave E.C.) que van durar poc més de sengles dues setmanes, Lawrence Livermore els va proposar Tré Cool, de disset anys i ja resident a Berkeley, com nou bateria temporal. I la banda el va acceptar cridant-lo jocosament el millor bateria de la banda.
Durant 1991, la banda va fer gira i va tocar a la zona on vivien, fent-se la seua primera massa de fans, i també va gravar el seu segon àlbum, Kerplunk!, que va eixir a Lookout Rècords el gener 1992. La versió en CD incloïa també les quatre cançons del Sweet Children EP. Aqueix any van continuar de gira i, entre 1992 i 1993, van viatjar per tot Europa: Regne Unit, Alemanya, Espanya, Itàlia, Països Baixos, Polònia i Txecoslovàquia.

### 1993-1996,DookieiInsomniac: el bot a l'èxit
En vendre 55.000 còpies de Kerplunk!, el grup va signar amb Reprise Records a l'abril de 1993, deixant Lookout! de manera amistosa. Va eixir a la llum el seu primer àlbum, Dookie, el febrer de 1994. I en pocs mesos, la MTV va emetre els vídeos de «Basket Case» i «Longview» el que els va llançar a la fama.
El 1994, Green Day es va embarcar en una gran gira per tots els Estats Units i van triar a la banda de queercore (hardcore gai), Pansy Division, com a teloners. En aquest temps tot es va tornar una controvèrsia; això no obstant, la gira va ser un èxit. La banda va encapçalar els festivals de Lollapalooza i Woodstock 94. En aquest últim va tenir lloc una baralla de fang entre ells i els més de cent mil espectadors. Tot es va tornar un caos: quatre persones es van ofegar, Mike Dirnt va ser confós amb un fan en tornar a l'escenari (tenint una baralla amb els membres de seguretat a la qual va perdre dos dents) i la banda va haver de fugir amb helicòpter.
Després de la mort del seu amic Jason Andrew Relva, van gravar el single «J.A.R. (Jason Andrew Relva)» el 1995, seguit de l'àlbum Insomniac. En resposta a la simplicitat de Dookie aquest àlbum és més fosc, no tenint el mateix èxit que l'anterior, encara que va arribar a vendre 2 milions de còpies.

### Nimrod,Warningi recopilatoris
Després de cancel·lar la gira europea d'Insomniac, la banda va dedicar la següent meitat de l'any a escriure un nou material, traient Nimrod a l'octubre de 1997 més artístic i conceptual que els anteriors. Va aconseguir el doble platí per l'èxit inesperat de «Good Riddance (Time Of Your Life)».
Després d'un descans per a dedicar el seu temps a les seues famílies fora dels focus, van publicar Warning al novembre del 2000, l'àlbum menys «punk», amb influències de Bob Dylan i de The Beatles. El treball no va tenir la repercussió esperada.
El 2001, van traure la seua recopilació de grans èxit, International Superhits, que incloïa María com a cançó inèdita, així com la col·lecció de vídeos: International Supervideos, el llançament d'aquest àlbum, junt amb Shenanigans van alimentar els rumors que la banda estava en el punt més baix de la seua carrera i a la vora de la separació.
El 2002, en ple auge de les bandes de pop punk que es van crear entorn de la figura de la banda, es van unir en una gira amb blink-182, l'anomenada Pop Disaster Tour que va ajudar la banda a recobrar un poc de fama, i la banda va rebre moltes millors crítiques que blink-182. La banda va decidir prendre's un temps després del tancament del Pop Disaster Tour, per a passar temps amb les seues famílies i reflexionar sobre el futur de la banda.
El 2002, per a fer l'espera del seu pròxim àlbum més suportable, van traure un CD de cares-b, Inèdites, Rareses, Versions i Altres Mentides, Shenanigans, que tenia l'èxit «Ha Ha You're Dead», escrita per Mike Dirnt, gravada exclusivament per a aquest àlbum.
El 2003 (mentre la banda estava als estudis) va sorgir un grup anomenat The Network, en el que els seus membres estaven encaputxats amb un so molt semblant al de la banda. El nom del seu, Fink, recorda el títol de The Ballad of Wilhelm Fink (una cançó de treinta segons que va escriure Green Day per al recopilatori Short Music For Short People) i Wilhelm Fink és el pseudònim que Billie Joe ha usat a diverses ocasions. A més l'àlbum de la banda (Money Money 2020), està publicat per Adeline Records, propietat de Billie Joe. No obstant això, Green Day va desmentir els rumors d'una maniobra de màrqueting.

### American Idiot

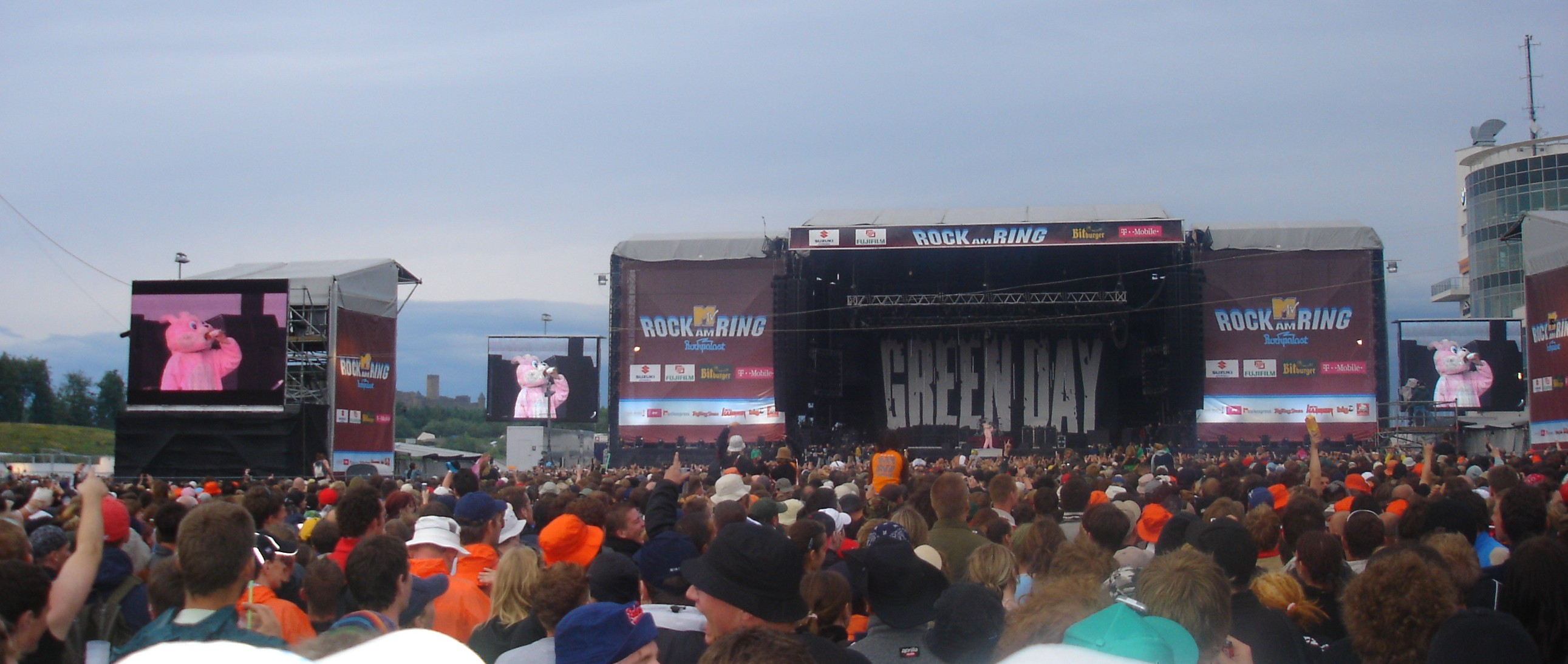
Concert multitudinari del grup l'any 2005 a Alemanya.

La banda va entrar a l'estudi el 2003 després d'un llarg descans, per a passar el temps amb els seus fills els quals quasi no els havien vist créixer i van decidir gravar quelcom mai vist, i van tenir gran comunicació amb els seus seguidors a través de la seua pàgina oficial publicant algunes mostres de rareses que feien.
Després de gravar vint cançons l'ordinador en què estaven les còpies mestres va ser robat. La banda va decidir no fer el mateix àlbum dues vegades i es van centrar a fer-ne un una mica més ambiciós, després de diversos mesos discutint, i no podent expressar les seues emocions a la resta del grup, van decidir obrir-se i Billie Joe els va confessar que li agradaria fer la «Bohemian Rhapsody del segle xxi». Van començar a compondre des de zero, cercant influències d'altres estils, tocant des de cançons country, salsa, fins versions de nadales. Billie Joe va dir que van triar escriure les cançons d'aquesta manera en haver obtingut el respecte del món musical, i que els comentaris socials és part natural del creixement d'una banda.
D'ací va eixir el 2004 American Idiot, títol que és una doble mofa cap a American Idol, la versió americana d'Operación Triunfo, i cap a l'administració Bush. Etiquetatge com una «òpera punk rock», relata les històries de Jesus of Suburbia/Saint Jimmy i Whatsername. Dues de les pistes, «Jesus of Suburbia» i «Homecoming», consten de cinc parts amb una gran varietat d'estils en els més de nou minuts de cada una. Segons Billie Joe, «Un dia Mike estava en l'estudi i va gravar una cançó de trenta segons. No ho sé, em va agradar tant que envaig voler fer una altra jo també. La que vaig fer la vaig connectar a la seua i llavors Tre en va fer una altra i la va connectar a la meua i així successivament fins que gravem deu minuts. Va ser només tirar un bon estona.» La cançó «American Idiot» va ser descrita per la banda com un estament públic com a resposta a l'escena de confusió que es viu en la societat americana des de l'11-S. El disc va obtenir un Grammy el 2005 pel «millor àlbum de Rock» a més d'altres cinc nominacions.
El dia 28 d'agost de 2005 Green Day se'n va portar set de les vuit nominacions dels premis MTV VMA. L'única estatueta que no se'n va portar va ser la de millor direcció artística, en la que Gwen Stefani va ser guardonada per «What You Waiting For?».

### 21st Century Breakdown
Quan Green Day va rebre un Grammy el 2009, Billie Joe Armstrong va anunciar que el conjunt llançaria pròximament un nou àlbum, 21st Century Breakdown, que havia estat gravat durant l'estiu abans. Finalment, l'àlbum es va publicar el 15 de maig del 2009 a través de Reprise Records. Armstrong el va descriure com «una 'fotografia instantània' de l'època en què vivim, qüestionant i tractant de buscar sentit a la manipulació egoista al nostre voltant, provinent del govern, la religió, els mitjans o francament qualsevol forma d'autoritat». En l'àlbum es troben diversos senzills com «Know Your Enemy» o «21 Guns», que mostren una forta crítica a la política nord-americana.
El 2009, la revista Rolling Stone va nomenar a la cançó «Boulevard of Broken Dreams» com el millor senzill de la dècada de 2000 igual que l'àlbum American Idiot com el millor de la dècada. Així mateix la revista també va declarar Green Day com el millor grup musical del decenni.
El nou disc va ser un immediat èxit comercial, en vendre 215.000 còpies pocs dies després del seu llançament, que igual que el seu antecessor, American Idiot, és una òpera punk, encara que no tan ordenat com l'anterior però les cançons tenen un fil en comú entre una i altra. L'àlbum relata la història sobre Christian i Glòria, una parella nord-americana que intenta sobreviure al món estàtic, ple d'histèria i molt modern. Les crítiques al nou treball discogràfic van ser generalment positives. Els crítics que van lloar l'àlbum van considerar les composicions i les lletres d'Armstrong un èxit, mentre que els escèptics van rebutjar el concepte d'aquest.
El llançament del primer senzill va ser a l'abril, amb la nova cançó oficial de Smackdown «Know Your Enemy». Després van sortir els següents senzills que van ser «East Jesus Nowhere» i «21 Guns» per Estats Units i Regne Unit, a més de «21st Century Breakdown» per a la resta del món. El següent senzill de la banda va ser «Last Of The American Girls», editat l'1 d'abril del 2010. Al maig van estrenar una daptació a Broadway del disc American Idiot.
El dia 31 de gener de 2010, la banda va guanyar el Grammy al Millor Àlbum de Rock. El març de 2010, Billie Joe va declarar que la banda ja va gravar bona part del seu pròxim treball, previst per a la fi d'aquell any. Després en un concert a van anunciar la gravació del mateix per un DVD en viu, anomenat Awesome es F ** ki llançat el 22 de març de 2011. Temps després la banda va realitzar un tour per promocionar el seu àlbum 21st Century Breakdown, el qual va acabar a Costa Rica el 29 d'octubre del 2010. El 2010 la WWE va utilitzar la cançó «Know Your Enemy» per a la marca WWE Friday Night Smackdown.
Per desembre de 2010 21st Century Breakdown havia arribat a vendre 1.014.000 còpies als Estats Units, a més de 3,5 milions a nivell mundial.

### Dècada de 2010
La banda va anunciar a principi de 2012 que estaven treballant en una trilogia d'àlbums, «¡Uno!»,»¡Dos!» i «¡Tré!». ¡Uno! va ser llançat al mercat el 25 de setembre de 2012. ¡Dos! està disponible al mercat des del 13 de novembre i ¡Tré! des de l'11 de desembre. En la trilogia Jason White va aparèixer com a membre de la banda, després de tretze anys com a membre de suport, però no ho va fer en el Revolution Radio de 2016 ni el Father of All Motherfuckers de 2020.

## Membres
- Billie Joe Armstrong: Guitarra, Veu (1988–)
- Mike Dirnt: Baix, Cors (1988–)
- Tré Cool: Bateria, Veu, Cors (1990–)

### Membres de suport
- Jason Freese: Teclista, Saxofonista, Trombó, Cors (2003-)
- Jeff Matika: Guitarra rítmica, Guitarra acústica, Cors (2009-)
- Jason White: Segona Guitarra, Cors (1999-2012)

### Exmembres
- Al Sobrante: Bateria (1991)
- Dave E.C.: Bateria (diverses setmanes de 1989)
- Mike Pellino: Guitarra i vocalista (2004-2005)
- Ronn Blake: Trompetista, Cors (2003+)
- Sean Hughes - Baix (1987–1988)
- Timmy Chunks – Guitarres (1997–1999)
- Garth Schultz – Trombó, Trompeta (1997–1999)
- Gabrial McNair – Trombó, Saxofó tenor (1999–2001)
- Jeanne Geiger – Trombó (2001)
- Kurt Lohmiller – Trompeta, Timpaní, Percussió, Cors (1999–2004)
- Jason White: Segona Guitarra, Cors (2012-2015)

## Discografia

### Treballs d'estudi
| 1990                    | 1. 39/Smooth                    | Lookout! | Poc temps després de la seva estrena va ser conegut com a 1,039/Smoothed Out Slappy Hours, una recopilació que conté aquest disc i altres EPs.                                                |
| 17 de gener del 1992    | 2. Kerplunk!                    | Lookout! | El segon en Lookout. Reactivat amb cançons del «Sweet Children». |
| 1 de febrer del 1994    | 3. Dookie                       | Reprise  | El seu primer àlbum en un gran segell, Dookie és l'àlbum més popular de Green Day, amb 10 discos de platí als EUA.                                                                            |
| 10 d'octubre del 1995   | 4. Insomniac                    | Reprise  | El disc més fosc de la banda, després de l'èxit de Dookie. Primer àlbum experimental. |
| 14 d'octubre del 1997   | 5. Nimrod.                      | Reprise  | El segon àlbum experimental de Green Day, inclou Estafe Of Your Life. |
| 3 d'octubre del 2000    | 6. Warning:                     | Reprise  | Un àlbum amb influències del folk pop. El material de l'àlbum està basat en The Kinks i The Beatles. Va ser ben rebut per la crítica, encara que només va vendre 1 milió d'unitats.           |
| 21 de setembre del 2004 | 7. American Idiot               | Reprise  | Òpera Punk Rock. Molt ben rebut per la crítica i pel públic, sent el de més èxit junt amb Dookie. Ha venut set milions de còpies als Estats Units al seu llançament obtenint el triple platí. |
| 15 de maig del 2009     | 8. 21st Century Breakdown       | Reprise  | Aquest esperat àlbum continua l'estil d'Òpera Rock d'American Idiot (2004). De nou, és ben rebut per la crítica...                                                                            |
| 25 de setembre del 2012 | 9. ¡Uno!                        | Reprise  | - |
| 16 de novembre del 2012 | 10. ¡Dos!                       | Reprise  | - |
| 11 de desembre del 2012 | 11. ¡Tré!                       | Reprise  | - |
| 7 d'octubre del 2016    | 12. Revolution Radio            | Reprise  | - |
| 7 de febrer del 2020    | 13. Father of All Motherfuckers | Reprise  | - |
| 2024                    | 14. Saviors                     |          | |

### EP
| Any  | Titule                   | Segell   | Una altra Informació |
| ---- | ------------------------ | -------- | -------------------- |
| 1988 | Sweet Children           | Skene    |                      |
| 1989 | 1,000 Hours              | Lookout! | EP                   |
| 1990 | Slappy                   | Lookout! | EP                   |
| 2004 | American Idiot           | Reprise  | EP                   |
| 2004 | Sessions@AOL - Green Day | Reprise  | EP                   |

### Recopilatoris, directes i vídeos
| 1990                    | 1,039/Smoothed Out Slappy Hours         |         | Conté material de 39/Smooth, Slappy, 1,000 Hours i Sweet Children. Ha sigut reactivat amb vídeos en viu inèdits, fotos de la seua infància, pàgines extres en el llibret, etc. |                  |
| 1996                    | Bowling Bowling Bowling Parking Parking | Reprise | EP en Directe |                  |
| 13 de novembre del 2001 | International Superhits!                | Reprise | Col·lecció de Grans Èxits de 1994-2001 | 1. 40 US, #15 UK |
| 13 de novembre del 2001 | International Supervideos!              |         | Tots els vídeos de la banda de 1994-2001 |                  |
| 2 de juliol del 2002    | Shenanigans                             | Reprise | cares-b Rareses i una nova cançó. | #27 US, #32 UK   |
| 15 de novembre del 2005 | Bullet in a Bible                       | Reprise | CD en viu més documental i vídeos de la Gira American Idiot 2005, en el Milton Keynes National Bowl, Anglaterra, el 18 i 19 de juny del 2005, i en el Rock AM ring 2005.       |                  |

### Simples
- De «Dookie:
  - 1994: «Welcome to Paradise»
  - 1994: «Basket Case»
  - 1994: «Longview»
  - 1995: «When I Come Around»

- D'»Insomniac»:
  - 1995: «Geek Stink Breath»
  - 1995: «Stuck With Me»
  - 1996: «Brain Stew» / «Jaded»

- De «Nimrod»:
  - 1997: «Hitchin' a Ride»
  - 1998: «Good Riddance (Time of Your Life)»
  - 1998: «Redundant»

- De «Warning»:
  - 2000: «Minority»
  - 2000: «Warning»
  - 2001: «Waiting»

- D'»American Idiot»:
  - 2004: «American Idiot»
  - 2004: «Boulevard of Broken Dreams»
  - 2005: «Holiday»
  - 2005: «Wake Me Up When September Ends»
  - 2005: «Jesus of Suburbia»

- De «21st Century Breakdown»:
  - 2009: «Know Your Enemy»
  - 2009: «21 Guns»

- De «¡Uno!»:
  - 2012: «Oh Love»
  - 2012: «Kill The DJ»
  - 2012: «Let Yourself Go»
  - 2012: «Nuclear Family»

- De «¡Dos!»:
  - 2012: «Stray Heart»

## Guardons
Des del seu bot a la fama la banda ha tingut una gran quantitat de premis:

### Premis
- 1994: Grammy al millor àlbum de música alternativa per Dookie
- 1998: 5è Premis Kerrang! - Millor Directe
- 1998: Premis MTV - Millor Vídeo Alternatiu (Estafe Of Your Life)
- 2001: Premis de la Música de Califòrnia

1. Millor Àlbum (Warning)
2. Millor Àlbum de Punk Rock (Warning)
3. Millor Grup
4. Millor Vocalista Masculí
5. Millor Baixista
6. Millor Bateria
7. Millor Compositor (Billie Joe Armstrong)
8. Major Artista d'un Grup

- 2001: 8è Premis del Rock de Kerrang! - Compositor Clàssic
- 2005: Grammy al millor àlbum de rock per American Idiot
- 2005: 12è Premis Anuals del Rock Kerrang!

1. Millor banda del planeta
2. Millor actuació en directe

- 2005: Premis MTV VMA

1. Vídeo de l'any
2. Elecció dels Espectadors
3. Millor Vídeo de Rock
4. Millor Vídeo de Grup
5. Millor Direcció
6. Millor Edició
7. Millor Cinematografia

- 2005: Premis Billboard

1. Billboard 200 Albúm de Grup
2. Artista Rock de l'Any
3. Cançó Rock de l'Any
4. Hot 100 Grup
5. Rock Modern Artista de l'Any
6. Grup Pop

- 2010: Grammy al millor àlbum de rock per 21st Century Breakdown (àlbum)

### Nominacions
- 1995: Grammy al millor nou artista